# L'Ève future
L'Ève future, em português A Eva futura, é um romance de Auguste Villiers de L'Isle-Adam. Iniciado em 1878 e publicado originalmente em 1886, o romance é mais conhecido pela popularização do termo androide.

## Personagens
- Thomas Edison
- Lord Ewald
- Alicia, noiva de Ewald
- Hadaly, uma mulher mecânica construída por Edison
- Sowana, assistente místico de Edison
- Sr. Anderson,
- Senhorita Evelyn, uma jovem mulher que seduz Sr. Anderson
- Senhora Anderson, esposa do Sr. Anderson

## Critica
L'Ève future foi considerado igualmente impressionante por sua experimentação literária e sua virulenta misoginia. Ele também tem sido discutido como um texto chave do decadentismo, como um comentário vital nas ideias sociais e culturais da "histeria" em relação ao trabalho de Jean-Martin Charcot, e como um importe trabalho de ficção científica do século XIX.